# Pilar Rubio
Pour les articles homonymes, voir Rubio.
Pilar Rubio, née le 17 mars 1978 à Torrejón de Ardoz (Madrid), est une actrice espagnole, journaliste et présentatrice de télévision.

## Biographie
Elle est la compagne de Sergio Ramos (footballeur professionnel et international espagnol),  la mère de leurs quatre enfants : Sergio Ramos Jr, Marco Ramos, Alejandro Ramos et Maximo Adriano.

## Filmographie
- 2011 : Piratas : Carmen
- 2010 : Tensión sexual no resuelta [2] : Lucía/Narradora
- 2009 : The King & the Worst : Rosalind
- 2009 : La hora de José Mota
- 2008 : Carlitos, le but de ses rêves
- 2007 : Cuestión de química
- 2007 : Merry Christmas : Rachel Fisher
- 2006 : Isi & Disi, alto voltaje : Inga
- 2005 : 6 Pack : Pilar